# 草間幹夫
草間 幹夫（くさま みきお）は、日本の歯学者、歯科医師。自治医科大学名誉教授、国際医療福祉大学教授、日本口腔内科学会理事長。

## 略歴
1974年東京医科歯科大学卒業、1978年同大学院修了。以後東京医科歯科大学助手、焼津市立総合病院医長、東京医科歯科大学講師、自治医科大学講師、助教授を経て2001年より同大学教授に就任、2014年に自治医科大学名誉教授、国際医療福祉大学教授。

## 著書
- 倉林亨、草間幹夫 著「第2章　画像診断の実際 口腔悪性腫瘍 歯肉および顎骨悪性腫瘍の画像診断」、佐々木武仁 編『歯科画像診断の最前線』医歯薬出版〈月刊「歯界展望」別冊〉、1997年5月。 NCID BA31205420。
- 草間幹夫 著「II．歯科における救急処置 15 エマージェンシーデンタルケア」、黒﨑紀正、小野瀬英雄、住友雅人、櫻井薫、井上宏、古郷幹彦、寺下正道 編『患者の診かたと歯科診療』医歯薬出版〈イラストレイテッド・クリニカルデンティストリー1〉、2001年10月。ISBN 978-4-263-40611-3。 NCID BA5452150X。
- 山根源之、草間幹夫 編『最新 チェアーサイドで活用する口腔粘膜疾患の診かた』ヒョーロン〈日本歯科評論増刊〉、2007年10月31日。 NCID BA84008825。1
- 天笠, 光雄、草間, 幹夫、川辺, 良一 編『開業医が診る口腔粘膜疾患 診断から対応まで』デンタルダイヤモンド社〈デンタルダイヤモンド増刊号〉、2010年7月1日。ISBN 9784885102103。 NCID BB02778679。
- 神部芳則、出光俊郎『日常診療に役立つ全身疾患関連の口腔粘膜病変アトラス』監修 草間幹夫、医療文化社〈外科医・総合医・一般医のための「日常診療に役立つ外科系の知識」〉、2011年8月20日。ISBN 9784902122411。 NCID BB06990948。

## 所属学会
- 日本歯科医学会
  - 日本口腔外科学会 代議員[3]
  - 日本臨床口腔病理学会
  - 日本有病者歯科医療学会 理事[4]
  - 日本顎顔面インプラント学会 運営審議委員[5]
  - 日本外傷歯学会 元理事[2]
  - 日本口腔診断学会 理事[6]
  - 日本口腔腫瘍学会 元理事[2]
- 日本医学会
  - 日本口腔科学会 元評議員[2]
  - 日本癌治療学会
- 日本がん治療認定医機構　暫定教育医（歯科口腔外科）
- 日本口腔内科学会 理事長[1]
- 日本頭頸部癌学会[2]
- International Association of Oral and Maxillofacial Surgeons
- Asian Association of Oral and Maxillofacial Surgeons

| 学職                                                       | 学職                                                                       | 学職                                       |
| ---------------------------------------------------------- | -------------------------------------------------------------------------- | ------------------------------------------ |
| 先代 山根源之                                              | 日本口腔内科学会 理事長                                                    | 次代 （現職）                              |
| 先代 山本浩嗣 第17回 2007年                                | 日本口腔粘膜学会総会・学術大会 大会長 第18回 2008年 日本大学               | 次代 久保田英朗 第19回 2009年              |
| 先代 柳澤繁孝 第26回 2008年 別府国際コンベンションセンター | 日本口腔腫瘍学会総会・学術大会 大会長 第27回 2009年 栃木県総合文化センター | 次代 小村健 第28回 2010年 学術総合センター |
| 先代 町野守 第25回 2012年 学術総合センター                 | 日本口腔診断学会学術集会 大会長 第26回 2013年 学術総合センター             | 次代 森本泰宏 第27回 2014年 九州大学       |